# Emmanuel Wanyonyi
Emmanuel Wanyonyi (1º agosto 2004) è un mezzofondista keniota.

## Biografia
Vince gli 800 m ai mondiali under 20 del 2021 a Nairobi con il suo primato personale (il precedente era di 1'45"81). Ai Kenyan Trials for World Championships and Commonwealth Games 2022, a Nairobi, è secondo in 1'44"01.
Nel 2023 conquista la sua prima medaglia mondiale a Budapest, arrivando secondo negli 800 metri piani alle spalle del canadese Marco Arop. L'anno successivo invece vince la medaglia d'oro alle Olimpiadi di Parigi con il crono di 1'41"19, a pochi centesimi dal record del mondo sulla distanza.

## Record nazionali
Under 18
- 800 metri piani: 1'43"76 ( Nairobi, 22 agosto 2021)

## Palmarès
| Anno | Manifestazione    | Sede     | Evento          | Risultato | Prestazione | Note                                                                    |
| ---- | ----------------- | -------- | --------------- | --------- | ----------- | ----------------------------------------------------------------------- |
| 2021 | Mondiali U20      | Nairobi  | 800 m piani     | Oro       | 1'43"76     | Record dei campionati · Miglior prestazione nazionale under 18          |
| 2022 | Mondiali          | Eugene   | 800 m piani     | 4º        | 1'44"54     |                                                                         |
| 2023 | Mondiali di cross | Bathurst | Staffetta mista | Oro       | 23'14"      |                                                                         |
| 2023 | Mondiali          | Budapest | 800 m piani     | Argento   | 1'44"53     |                                                                         |
| 2024 | Giochi olimpici   | Parigi   | 800 m piani     | Oro       | 1'41"19     | Miglior prestazione personale · Miglior prestazione mondiale stagionale |

## Campionati nazionali
2024
- Argento ai campionati kenioti di corsa campestre, cross corto - 5'34"

2025
- Oro ai campionati kenioti di corsa campestre, cross corto - 6'14"

## Altre competizioni internazionali
2022
- Oro al Meeting international Mohammed VI d'athlétisme de Rabat ( Rabat), 800 m piani - 1'45"47
- Oro al Golden Spike Ostrava ( Praga), 800 m piani - 1'44"15

2023
- Oro al Meeting international Mohammed VI d'athlétisme de Rabat ( Rabat), 800 m piani - 1'44"36
- Oro al Meeting de Paris ( Parigi), 800 m piani - 1'43"27
- 8º all'Herculis ( Monaco), 800 m piani - 1'44"35
- Oro alla Xiamen Diamond League ( Xiamen), 800 m piani - 1'43"20
- Oro al Prefontaine Classic ( Eugene), 800 m piani - 1'42"80
- Vincitore della Diamond League nella specialità degli 800 m piani

2024
- Oro alla adizero Road to Records ( Herzogenaurach), miglio su strada - 3'54"56
- Oro al Meeting international Mohammed VI d'athlétisme de Rabat ( Marrakech), 800 m piani - 1'43"84
- Argento al Meeting de Paris ( Parigi), 800 m piani - 1'41"58
- Argento al Kamila Skolimowska Memorial ( Chorzów), 800 m piani - 1'43"23
- Oro al Memorial Van Damme ( Bruxelles), 800 m piani - 1'42"70
- Vincitore della Diamond League nella specialità degli 800 m piani

2025
- Oro al Bauhaus-Galan ( Stoccolma), 800 m piani - 1'41"95
- Bronzo al Meeting international Mohammed VI d'athlétisme de Rabat ( Rabat), 800 m piani - 1'43"37
- Oro ai Bislett Games ( Oslo), 800 m piani - 1'42"78
- Oro al Bauhaus-Galan ( Stoccolma), 800 m piani - 1'41"95
- Oro all'Herculis ( Monaco), 800 m piani - 1'41"44
- Oro al London Athletics Meet ( Londra), 800 m piani - 1'42"00
- Argento all'Athletissima ( Losanna), 800 m piani - 1'43"29

## Riconoscimenti
- Atleta mondiale emergente dell'anno (2023)